# 莱皮约
莱皮约（法語：Les Pieux，法語發音：[le pjø]）是法国芒什省的一个市镇，属于瑟堡区。

## 地理
莱皮约（49°30'47"N, 1°48'28"W）面积15.25 平方千米，位于法国诺曼底大区芒什省，该省份为法国西北部沿海省份，西、北、东北三面环大西洋，东起顺时针与卡爾瓦多斯省、奧恩省、马耶讷省和伊勒-维莱讷省接壤。
与莱皮约接壤的市镇（或旧市镇、城区）包括：伯努瓦维尔、弗拉芒维尔、格罗斯维尔、勒罗泽勒、圣日耳曼勒加亚尔、特雷欧维尔。

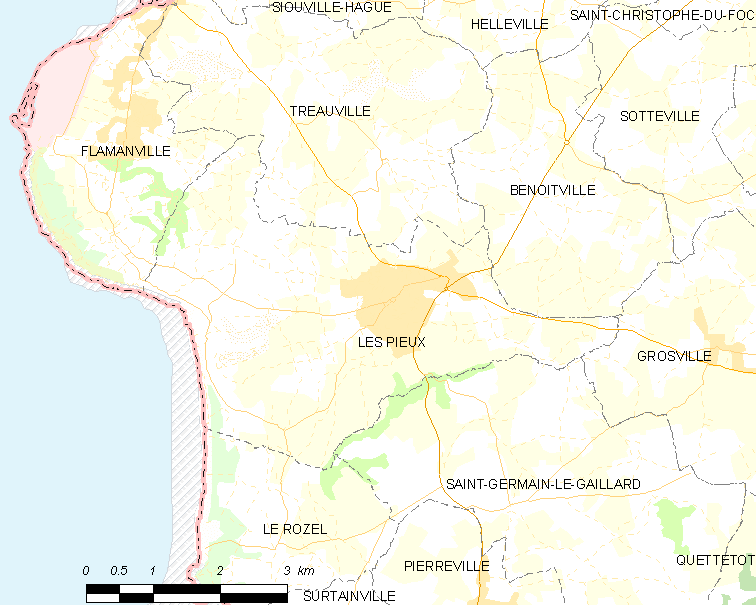
莱皮约的OSM定位图

莱皮约的时区为UTC+01:00、UTC+02:00（夏令时）。

## 行政
莱皮约的邮政编码为50340，INSEE市镇编码为50402。

## 政治
莱皮约所属的省级选区为莱皮约县。

## 人口

1962-2008年间莱皮约人口变化图示

莱皮约于2022年1月1日时的人口数量为3266人。